# Глинищево
Гли́нищево (в старину также поселение Голенищева) — село, административный центр Брянского района Брянской области. Расположено в 22 километрах к западу от центра Брянска, на автодороге Р120, на обоих берегах речки Госомка (приток Десны).
Административный центр Глинищевского сельского поселения.

## История
Первое документальное упоминание о Глинищеве относится к декабрю 1610 года и встречается в жалованной грамоте польского короля Сигизмунда брянскому дворянину Семену Игнатьевичу Тютчеву «на старое отца его поместье». В 1620-х годах в писцовых книгах 1620-х гг. деревня упоминается как «Пустошь Глинищево» . Название пустоши и селения, скорее всего, связано с особенностями местных почв (глинистые). Однако, не исключаются и другие версии происхождения названия, связанные, в частности, с фамилией давних владельцев деревни — Голенищевых..
К середине ХlX века на окраине деревни, примыкавшей к шоссе Брянск-Смоленск, были устроены постоялые дворы, эта часть селения стала так и называться «постоялые дворы Глинищево», кроме того, здесь находилась почтовая станция и контора первого стана Брянского уезда. В самой деревне Глинищево в это время было 10 дворов и проживало 132 человека. Возрастает социальная роль Глинищева в 1897 году была открыта земская больница на 10 коек, находился приемный врачебный покой и размещалось жилье для врача и медсестер. Из новых производств можно отметить работавшую в Глинищеве небольшую мукомольную фабрику, имелась при селении водяная мельница. Наблюдается быстрый рост населения. По переписи 1926 г в Глинищеве зарегистрировано 45 хозяйств, проживало 116 мужчин и 152 женщины, а всего в двух смыкающихся друг с другом селениях (деревня Глинищево и поселок Глинищево) было 268 жителей.
Исторически является деревней (входила в приход села Кабаличи), так как своего храма здесь никогда не было. Статус села Глинищево получило в 1964 году, когда в его состав были включены деревня Карпиловка и посёлок Газопровод. В 1984 году присоединен посёлок Берёзовая Роща.

## Спорт
В населенном пункте находится футбольная команда «Глинищево». Клуб ведёт свою историю с 1985 года, сформирован на базе Глинищевского ремонтно-технического предприятия. 

## Население
| 2002 | 2010  | 2012  | 2013  | 2021  |
| ---- | ----- | ----- | ----- | ----- |
| 4241 | ↗4367 | ↘4346 | ↘4292 | ↗4348 |

| 1620 | 1850 | 1926 |
| ---- | ---- | ---- |
| ▲124 | ▲132 | ▲268 |